# Pharsalia supposita
Pharsalia supposita là một loài bọ cánh cứng trong họ Cerambycidae.